# Constant taxon
Een constant taxon is een taxon dat in meer dan 60% van vegetatieopnamen van een syntaxon voorkomt en dus een goede kandidaat om als kentaxon voor die gemeenschap te worden beschouwd. Meestal heeft een constant taxon de taxonomische rang van een soort; in dat geval spreekt men van een constante soort. Veel minder vaak hebben constante taxa een andere taxonomische rang dan het soortniveau; meestal gaat het dan om een ondersoort of genus.
Een goed voorbeeld is de struikhei, die praktisch overal voorkomt in plantengemeenschappen van de klasse van droge heiden, en dus een constante soort is voor die klasse.